# Wendy Pineda
Wendy Pineda   (Lima, dècada del 1980) és una enginyera cartògrafa i activista que protegeix la selva oriental peruana Madre de Dios.

## Biografia
Fa més d'una dècada que està assessorant i ensenyant a pintar mapes a les comunitats indígenes del Perú perquè puguin identificar-se mitjançant els seus propis mapes a les zones desforestades i contaminades que amenacen el seu territori i la seva cultura.
Des de ben petita va tenir problemes per poder diferenciar les dues bandes del seu cos. Cada vegada que dibuixa el mapa d'un bosc es pega un tros de cinta adhesiva a sobre del dors de cada mà i escriu esquerra en un i dreta en l'altre, per això no se'n recorda de quants mapes hi ha arruïnat per dibuixar malament el flux d'un riu.
Per això mai va aprendre bé a agafar un bolígraf, ni ballar amb destresa ni a conduir un cotxe. Malgrat tot, els seus problemes de lateralitat, dibuixar és l'únic que l'ajuda a controlar la seva ment dispersa. Acostuma a traçar lletres o figures geomètriques en el seu quadern. Les seves línies són obtuses i dures quan està enfadada o indignada, i suaus i corbes quan està de bon humor. "Dibuixo per concentrar-me", encara que a vegades senti que hauria de deixar-lo.

## Trajectòria
Especialista que assessora l'Associació Interètnica del Desenvolupament de la Selva Peruana (AIDESEP), està acostumada a veure escenaris així, fins i tot pitjors, però no per això va deixar d'indignar-se i va aconseguir el respecte dels líders indignes de les comunitats natives conegudes al llarg de la seva carrera com activista. En els dominis dels harakbuts, una ètnia de casadors amb més de cinc mil anys d'història és tractada amb el respecte més gran que mereixen els caps.
Per arribar-hi al territori dels harakbuts s'ha de viatjar sis hores des de la ciutat de Puerto Maldonado: primer en cotxe, després en bot i finalment en moto. El punt d'entrada és Puerto Luz, una comunitat nativa composta per cinc-cents natius que són els amos de més de cinquanta hectàrees de selva penetrada per rius. En Puerto Luz, la comunitat més gran de Madre de Dios, sis de cada deu indígenes harakbuts treballen en la mineria d'or. És a dir, per aconseguir uns grams del metall preciós talen el seu propi bosc i caven pous a prop de les platges dels rius i aboquen mercuri.
Fa més d'una dècada que està assessorant comunitats indígenes perquè puguin identificar, mitjançant els seus propis mapes, les zones desforestades i contaminades que amenacen el seu territori i la seva cultura. Gràcies al finançament de l'ONG holandesa Hivos i el suport tècnic d'un investigador de la UNAM, ha aconseguit dissenyar un projecte pilot per capacitar als harakbuts en el maneig d'un dron, un robot volador de la mida d'una maleta amb una càmera i quatre hèlices. Va escollir a aquesta ètnia per la fortalesa de la seva organització, però també pels problemes que s'enfronten no només amb la mineria il·legal: la petroliera Hunt Oil ha iniciat exploracions per extreure una reserva de gas que, segons els experts, seria més gran que Camisea, la principal font de gas natural del Perú.
La primera vegada que la van dir activista, es va sentir ofesa. Va creure que m'insultaven pel seu treball com enginyera geogràfica, que la titllaven de revolucionària, de 'roja', de ressentida antisistema, fins que va llegir sobre la història dels moviments socials. Segons Global Witness, més de mil activistes ambientals han mort en el món en els darrers dotze anys. La mateixa organització internacional indica que el Perú és el quart país darrera de Brasil, Hondures i Filipines més perillós per un activista. En un planeta que depreda els seus recursos naturals, entenc que defendre el bosc ja no és només assumpte per idealistes. Per tot això, malgrat que coneix col·legues que se senten més segurs i protegits amb l'exposició mediàtica, ella prefereix actuar darrere de les càmeres.
| « | Sóc partidària de l'activisme sostenible, de treballar sense cremar-me en el procés. | » |

Li va costar assolir aquesta posició. Fins a finals de 2012, en el moment més tens del conflicte amb Pluspetrol pels vessaments de petroli en la selva nord del Perú.
Feta l'exposició dels vols amb el dron davant els directius d'Aidesep, representants de les Nacions Unides i un geògraf de la NASA, per primera vegada a Llatinoamèrica un poble amazònic gestiona el seu propi robot volador i va utilitza tauletes i GPS per vigilar el bosc.
Una mare indígena manegant un dron, vigilant el seu territori. Seria tot un esdeveniment! Però causaria un problema dins de les comunitats natives, quasi sempre liderades per homes. Als que provenim de la ciutat ens sembla meravellós cuidar la selva amb aquests robots voladors, però no és tan simple per a la societat indígena, perquè això els trastoca el seu ordre polític. Ja sabem:
| « | que qui té la tecnologia, té el poder. | » |

## Objectius
Imaginar-se què podrien fer les comunitats amb aquesta informació? Podrien treballar plans de desenvolupament, vigilar millor el seu territori. I em preguntava per què aquests mapes no es compartien. Però els meus caps em deien: "no, ells podran comprar aquestes dades dintre de deu anys". Aquí, vaig entendre com funcionava tot:
| « | la informació és per a qui més la paga | » |

El Perú és una regió amazònica: quasi el 70% del seu territori està cobert de selva. Si algú mirara el mapa de concessions petrolieres, s'adonaria que des de fa quasi mig segle tota l'Amazònia peruana està dividida en desenes de rectangles -anomenats lots- que són concedits a empreses petrolieres, fusteres i mineres. Si un despistat es guiara per aquest mapa, podria pensar que allà, en la selva, només hi ha arbres, rius i animals. És a dir, un espai sense gent, sense pobles, sense cultures. Brian Harley, estudiós de la ciència cartogràfica, deia que aquests "espais buits" en els mapes són, en realitat, silencis: informació que el mapa deliberadament ocupa.
En els quasi deu anys d'activisme he après una lliçó: quan hi ha enfrenaments és millor passar desapercebut per conservar les fotos i vídeos que es registren amb la càmera del dron. Quan protestava per la contaminació de Pluspetrol
Les comunitats van començar a aixecar la seva informació amb reunions entre els més savis, i després elegien als comuners més respectables -el millor caçador, el millor agricultor- per a que dibuixaran el mapa amb l'ajut de la resta. Luis Tayori, president del poble harakbut, és un dels més interessats en el desenvolupament de tot això.